# Alpaida cachimbo
Alpaida cachimbo är en spindelart som beskrevs av Levi 1988. Alpaida cachimbo ingår i släktet Alpaida och familjen hjulspindlar. Inga underarter finns listade i Catalogue of Life.